# スポーツ公園駅
スポーツ公園駅（スポーツこうえんえき）は、福井県越前市家久町にある、福井鉄道福武線の駅である。駅番号はF2。

## 歴史
- 2010年（平成22年）3月25日：新設開業[1][2][3][4]。

## 駅構造
単式ホーム1面1線を有する地上駅で無人駅である。福武線再建計画の一環で開業した駅で、福武線においては1997年（平成9年）のハーモニーホール駅以来13年ぶりの開業となった。駅名は、近傍にある「家久スポーツ公園」に由来している。

## 利用状況
1日の平均乗降人員は以下の通りである。
| 年度               | 1日平均 乗降人員 | 出典    |
| ------------------ | ---------------- | ------- |
| 2009年（平成21年） | 109              | [ # 1 ] |
| 2010年（平成22年） | 13               | [ # 1 ] |
| 2011年（平成23年） | 16               | [ # 1 ] |
| 2012年（平成24年） | 20               | [ # 1 ] |
| 2013年（平成25年） | 26               | [ # 1 ] |
| 2014年（平成26年） | 34               | [ # 1 ] |
| 2015年（平成27年） | 37               | [ # 1 ] |
| 2016年（平成28年） | 40               | [ # 1 ] |
| 2017年（平成29年） | 35               | [ # 1 ] |
| 2018年（平成30年） | 36               | [ # 1 ] |
| 2019年（令和元年） | 36               | [ # 1 ] |
| 2020年（令和02年） | 34               | [ # 1 ] |
| 2021年（令和03年） | 37               | [ # 1 ] |
| 2022年（令和04年） | 34               | [ # 1 ] |

## 駅周辺
- 家久スポーツ公園 - 当駅の由来となっている公園[3]。
- 福井県道212号寺武生線
- 福井県道28号福井朝日武生線

## バス路線
- 越前市市民バス
  - 吉野・大虫ルート 片屋町南行き （月・木の運行、1日2往復のみ）

## 隣の駅
福井鉄道
■福武線
■急行・■臨時急行
通過
■区間急行・■普通
北府駅 (F1) - スポーツ公園駅 (F2) - 家久駅 (F3)